# Poa cumingii
Poa cumingii är en gräsart som beskrevs av Carl Bernhard von Trinius. Poa cumingii ingår i släktet gröen, och familjen gräs. Inga underarter finns listade i Catalogue of Life.